# Wietze (Dolna Saksonia)
Wietze – gmina samodzielna (niem. Einheitsgemeinde) w Niemczech, w kraju związkowym Dolna Saksonia, w powiecie Celle.